# SPF-18
SPF-18 es una película estadounidense de comedia romántica adolescente dirigida por Alex Israel en su debut como director. Israel coescribió el guion con Michael Berk. La película está protagonizada por Carson Meyer, Noah Centineo, Bianca A. Santos, Jackson White, Molly Ringwald y Rosanna Arquette.
El rodaje tuvo lugar en Malibú, California, en mayo de 2015. La película fue estrenada en iTunes el 29 de septiembre de 2017, y estuvo disponible en Netflix a partir del 29 de octubre de 2017.

## Sinopsis
La llegada a Malibú de un músico enigmático que lucha por abrirse camino pone patas arriba las vidas de una chica adolescente y su novio surfista.

## Reparto
- Carson Meyer como Penny Cooper.[2]
- Noah Centineo como Johnny Sanders Jr.
- Bianca A. Santos como Camilla Barnes.
- Jackson White como Ash Baker.
- Molly Ringwald como Faye Cooper.
- Rosanna Arquette como Linda Sanders.
- Sean Russel Herman como Steve Galmarini.
- Keanu Reeves como El Mismo.
- Pamela Anderson como Ella Misma.
- Goldie Hawn como la narradora.